# 誰もいない台所
「誰もいない台所」（だれもいないだいどころ）は、高橋優のメジャー5枚目のシングル。 2011年10月26日にワーナーミュージックジャパンから発売された。

## 概要
前作「誰がために鐘は鳴る」から約4か月ぶりにリリースされた、2011年第3弾シングル。
初回限定版には特典として2011年弾き語りライブ”胡座Vol.3、さらにライブツアーのドキュメンタリーDVD付き。

## 収録曲
（全作詞・作曲：高橋優、編曲：浅田信一）
1. 誰もいない台所
CBC制作「ホンネ日和」テーマソング
2. 想いよ、届け
3. ほんとのきもち～LIVE at LIQUIDROOM 2011.7.7～

### 通常版
1. 駱駝～LIVE at LIQUIDROOM 2011.7.7～

通常版には1曲多く収録されている。
高橋優初の全国ライブツアー～唄う門にも福来たる2011～LIVE at LIQUIDROOM 2011.7.7 + 全国ツアードキュメンタリー～
- 希望の歌
- 8月6日
- サンドイッチ
- 現実という名の怪物と戦う者たち
- 福笑い

## 収録アルバム
- この声(#1)
- 高橋優 BEST 2009-2015 『笑う約束』(#1)